# Општина Герасени (Бузау)
Герасени (рум. Gherăseni) општина је у Румунији у округу Бузау.
Oпштина се налази на надморској висини од 77 m.